# زارا (ترکیه)
زارا (به ترکی استانبولی: Zara) (به کردی: Qoçgirî‎) (به یونانی: Ζάρα) شهری است در کشور ترکیه که در استان سیواس واقع شده‌است. جمعیت این شهر بر اساس سرشماری سال ۲۰۰۸ میلادی ۱۱٬۸۳۵ نفر و بر اساس برآوردهای سال ۲۰۰۹ میلادی ۱۱٬۳۳۳ نفر می‌باشد.

## نگارخانه

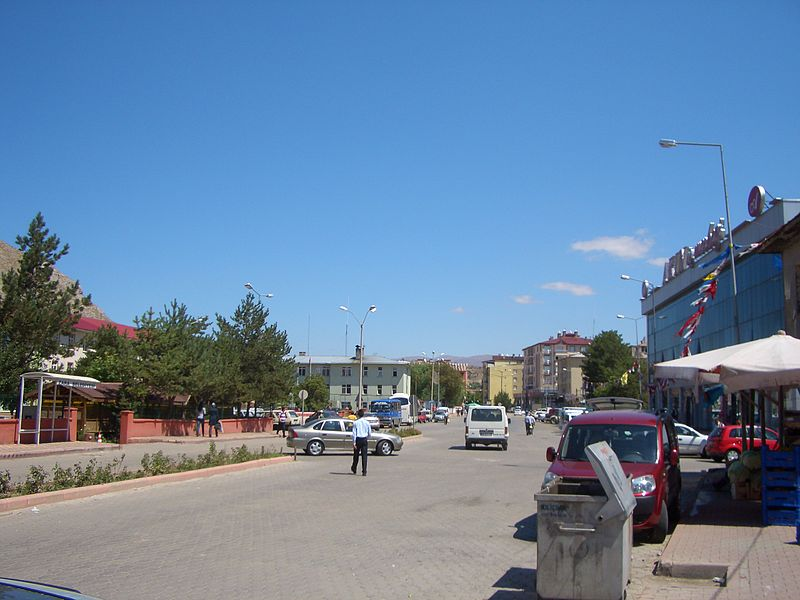
نمایی از زارا